# Kerpoof
Kerpoof est un site internet lancé en 2006 racheté en 2009 par Walt Disney Internet Group.

## Historique
En mars 2006, Krista Marks, Tom Fischaber, Brent Milne et Jonathan Ballagh fondent le site web Kerpoof et lancent le premier contenu en janvier 2007 qui permet aux enfants d'exprimer leurs sens artistiques de manière simple sur un site web.
L'entreprise s'est associé à des organisations à buts non lucratifs telle que le National Center for Women and Information Technology et la BizWorld Foundation pour fournir du contenu ludo-éducatif. 
Le 19 février 2009, Disney annonce l'achat du site créatif pour enfant Kerpoof, lancé en 2007. Le site kerpoof.com conserve sa vocation de créativité en ligne très simple pour les enfants mais la technologie sera déployée sur d'autres sites de Disney.
L'application nommée Make a Movie a reçu en mai 2009 deux récompenses SBIR de la National Science Foundation, soit 150 000 USD.

## Services
- Make a Picture - un décor sert de base au dessin
- Make a Drawing - une page blanche donne libre cours à l'imagination
- Make a Movie - une interface permet d'apprendre les bases du montage vidéo
- Tell a Story - un livre virtuel permet à partir d'éléments prédéfinis de concevoir des histoires.
- Make a Card - une interface de création de carte personnalisée pour anniversaire, Noël ou autre évènement
- Spell a Picture - un décor permet l'ajout d'objet et vue de s'exercer à la prononciation